# Sogbla
Sogbla (tudi Sogble) je bog bliska in kovačev pri Evejcih v Beninu, Gani in Togu.
Sogbla je slabo božanstvo, ki predstavlja nevihto, oziroma boga neba Mawuja, ki se je v tem primeru imenuje Mawu Sogbla. Obdaja ga ogenj. Kadar je slabe volje v svoji jezi puščice usmerja v ljudi. Kadar pa je dobro razpoložen, pomaga lovcem tako, da puščice usmerja v plen.